# Гамильтон, Джеймс, 4-й герцог Аберкорн
 Джеймс Эдвард Гамильтон, 4-й герцог Аберкорн (англ. James Edward Hamilton, 4th Duke of Abercorn; 29 февраля 1904 — 4 июня 1979) — британский аристократ и наследственный пэр. Также был известен как  виконт Страбан  в период с 1904 по 1913 год, и как  маркиз Гамильтон  с 1913 по 1953 год.

## Биография и карьера
Родился 29 февраля 1904 года. Старший сын Джеймса Гамильтона, 3-го герцога Аберкорна (1869—1953), и леди Розалинды Сесилии Каролины Бингем (1869—1958). Унаследовал отцовские титулы и владения 12 сентября 1953 года.
Лорд Гамильтон получил образование в Итонском колледже. Поступил на службу в Гренадерскую гвардию, где дослужился до чина капитана. В 1946 году был избран в окружной совет графства Тирон, занимал должность верховного шерифа графства Тирон, затем заседал в сенате Северной Ирландии.
С 1951 по 1979 год герцог Аберкорн занимал почетную должность лорда-лейтенанта графства Тирон. Был назначен почетным полковником 5-го батальона Королевских фузилеров Эннискиллена (подразделение территориальной армии) и скончался в возрасте 75 лет.

## Семья
9 февраля 1928 года маркиз Гамильтон женился на леди Кэтлин Крайтон (8 июля 1905 — 2 февраля 1990), дочери Генри Крайтона, виконта Крайтона (1872—1914, сына 4-го Эрна, и леди Мэри Кавендиш Гровенор (1883—1959), дочери 1-го герцога Вестминстерского.
У них было двое сыновей и дочь:
- Леди Мойра Кэтлин Гамильтон (22 июля 1930 — 8 ноября 2020), вышедшая замуж за коммандера Питера Колина Драммонда Кэмпбелла (род. 1927) в 1966 году. Он был конюшим Ее Величества королевы с 1957 по 1960 год. флотский командир, который впоследствии стал заместителем директора Противолодочной школы. У них двое сыновей, и они живут в Северной Ирландии[2]:
  - Рори Джеральд Петер Кэмпбелл-Гроув (род. 9 августа 1967)
  - Майкл Джеймс Дуглас Кэмпбелл-Гроув (род. 3 ноября 1970)

Леди Мойра была одной из фрейлин на коронации королевы Елизаветы II в 1953 году. Она продолжала служить в качестве фрейлина принцессы Александры с 1954 по 1964 год и королевы с 1964 по 1966 год, затем в качестве дополнительной фрейлины до 1969 года. Она была награждена Королевским Викторианским орденом в 1963 году.
- Джеймс Гамильтон, 5-й герцог Аберкорн (род. 4 июля 1934), старший сын и преемник отца
- Лорд Клод Энтони Гамильтон (род. 8 июля 1939), который был назначен заместителя лорда-лейтенанта графства Фермана в 1978 году, занимал посты верховного шерифа графства Фермана в 1980 году и мирового судьи графства в 1991 году. В 1982 году он женился на Кэтрин Джанет Фолкнер (племяннице лорда Фолкнера из Даунпатрика). У них есть сын и дочь[2]:
  - Анна Кэтлин Гамильтон (род. 23 августа 1983)
  - Александр Джеймс Гамильтон (род. 8 июня 1987).

## Титулы
- 4-й герцог Аберкорн (с 12 сентября 1953)
- 13-й лорд Аберкорн из Линлитгоу (с 12 сентября 1953)
- 13-й лорд Пейсли, графство Ренфру (с 12 сентября 1953)
- 9-й баронет Гамильтон из Доналонга, графство Тирон, и Нины, графство Типперери (с 12 сентября 1953)
- 14-й лорд Гамильтон, барон Страбан, графство Тирон (с 12 сентября 1953)
- 5-й маркиз Аберкорн (с 12 сентября 1953)
- 6-й виконт Гамильтон (с 12 сентября 1953)
- 4-й маркиз Гамильтон из Страбана, графство Тирон (с 12 сентября 1953)
- 13-й граф Аберкорн (с 12 сентября 1953)
- 13-й лорд Пейсли, Гамильтон, Маунткасл и Килпатрик (с 12 сентября 1953)
- 8-й барон Маунткасл, графство Тирон (с 12 сентября 1953)
- 8-й виконт Страбан (с 12 сентября 1953).